# Nneka Ogwumike
Nnemkadi Ogwumike, detta Nneka (Tomball, 2 luglio 1990), è una cestista statunitense con cittadinanza nigeriana, professionista nella WNBA.
È la sorella maggiore di Chiney e di Erica Ogwumike.

## Carriera
Nneka Ogwumike gioca per le Los Angeles Sparks della Women's National Basketball Association (WNBA), dopo essere stata selezionata con la prima scelta assoluta del Draft WNBA 2012. Subito dopo essere stata scelta ha firmato un accordo di sponsorizzazione con Nike.
Ogwumike è stata nominata MVP della WNBA per la stagione 2016, anno in cui ha anche vinto il titolo WNBA.
Ha giocato anche per la Dynamo Kursk in Russia. Il suo nome "Nneka" significa "Madre è Suprema" nella lingua Igbo della Nigeria, da dove proviene la sua famiglia.
Ha frequentato la Cypress-Fairbanks High School a Cypress, in Texas, che ha portato a un titolo statale nella sua stagione da senior.
Mentre era alla Stanford University, ha aiutato i Cardinal a raggiungere le Final Four quattro volte.
È stata eletta presidente della WNBA Players Association nel 2016 ed è stata rieletta per un nuovo mandato di tre anni nel 2019.

## Statistiche

### College
| Anno      | Squadra           | PG  | PT  | MP   | TC%  | 3P%  | TL%  | RP   | AP  | PRP | SP  | PP   |
| --------- | ----------------- | --- | --- | ---- | ---- | ---- | ---- | ---- | --- | --- | --- | ---- |
| 2008-2009 | Stanford Cardinal | 38  | -   | 21,0 | 62,9 | -    | 70,2 | 6,1  | 1,0 | 0,4 | 0,3 | 10,6 |
| 2009-2010 | Stanford Cardinal | 38  | 38  | 30,4 | 59,8 | 0,0  | 76,1 | 9,9  | 1,4 | 0,9 | 0,4 | 18,5 |
| 2010-2011 | Stanford Cardinal | 33  | 33  | 28,8 | 58,6 | 22,2 | 75,7 | 7,6  | 1,2 | 0,9 | 0,5 | 17,5 |
| 2011-2012 | Stanford Cardinal | 36  | 35  | 30,5 | 54,7 | 23,5 | 83,0 | 10,2 | 1,8 | 1,4 | 1,1 | 22,5 |
| Carriera  | Carriera          | 145 | 106 | 27,6 | 58,3 | 21,4 | 77,3 | 8,5  | 1,3 | 0,9 | 0,6 | 17,2 |

### WNBA

#### Regular season
| Anno     | Squadra       | PG  | PT  | MP   | TC%  | 3P%  | TL%  | RP  | AP  | PRP | SP  | PP   |
| -------- | ------------- | --- | --- | ---- | ---- | ---- | ---- | --- | --- | --- | --- | ---- |
| 2012     | L.A. Sparks   | 33  | 33  | 27,9 | 53,5 | 14,3 | 73,4 | 7,5 | 1,2 | 1,3 | 0,8 | 14,0 |
| 2013     | L.A. Sparks   | 34  | 34  | 25,8 | 56,6 | 40,0 | 82,6 | 7,6 | 1,3 | 1,4 | 0,9 | 14,6 |
| 2014     | L.A. Sparks   | 33  | 33  | 27,6 | 52,0 | 30,0 | 87,3 | 7,1 | 1,5 | 1,8 | 0,4 | 15,8 |
| 2015     | L.A. Sparks   | 23  | 23  | 34,1 | 52,5 | 8,3  | 86,6 | 7,3 | 2,1 | 1,0 | 0,4 | 16,5 |
| 2016 †   | L.A. Sparks   | 33  | 33  | 31,6 | 66,5 | 61,5 | 86,9 | 9,1 | 3,1 | 1,2 | 1,1 | 19,7 |
| 2017     | L.A. Sparks   | 34  | 34  | 30,9 | 56,1 | 34,0 | 87,0 | 7,7 | 2,1 | 1,9 | 0,5 | 18,8 |
| 2018     | L.A. Sparks   | 27  | 27  | 30,8 | 52,5 | 34,6 | 81,6 | 6,8 | 2,0 | 1,5 | 0,4 | 15,5 |
| 2019     | L.A. Sparks   | 32  | 32  | 27,9 | 51,0 | 33,8 | 82,8 | 8,8 | 1,8 | 1,9 | 0,4 | 16,1 |
| 2020     | L.A. Sparks   | 18  | 18  | 26,4 | 56,9 | 50,0 | 83,7 | 4,8 | 1,7 | 1,1 | 0,2 | 13,3 |
| 2021     | L.A. Sparks   | 18  | 18  | 31,7 | 53,2 | 36,7 | 80,0 | 6,5 | 2,7 | 1,4 | 0,3 | 14,5 |
| 2022     | L.A. Sparks   | 34  | 34  | 31,4 | 54,4 | 36,8 | 82,6 | 6,6 | 2,0 | 1,7 | 0,4 | 18,1 |
| 2023     | L.A. Sparks   | 36  | 36  | 31,1 | 51,2 | 33,9 | 87,0 | 8,8 | 2,7 | 1,7 | 0,7 | 19,1 |
| 2024     | Seattle Storm | 37  | 37  | 31,8 | 51,1 | 40,5 | 87,6 | 7,6 | 2,3 | 1,9 | 0,5 | 16,7 |
| Carriera | Carriera      | 393 | 392 | 29,8 | 54,2 | 36,7 | 84,1 | 7,5 | 2,0 | 1,6 | 0,6 | 16,5 |

#### Play-off
| Anno     | Squadra       | PG | PT | MP   | TC%  | 3P%  | TL%  | RP   | AP  | PRP | SP  | PP   |
| -------- | ------------- | -- | -- | ---- | ---- | ---- | ---- | ---- | --- | --- | --- | ---- |
| 2012     | L.A. Sparks   | 4  | 4  | 25,8 | 55,2 | 0,0  | 40,0 | 5,3  | 0,5 | 1,0 | 0,8 | 9,0  |
| 2013     | L.A. Sparks   | 3  | 3  | 30,3 | 41,9 | 0,0  | 90,9 | 11,7 | 1,0 | 0,7 | 0,0 | 12,0 |
| 2014     | L.A. Sparks   | 2  | 2  | 30,0 | 66,7 | 0,0  | 100  | 6,0  | 1,0 | 0,5 | 0,0 | 13,0 |
| 2015     | L.A. Sparks   | 3  | 3  | 30,7 | 60,0 | 0,0  | 83,3 | 4,3  | 2,0 | 1,0 | 0,3 | 11,7 |
| 2016 †   | L.A. Sparks   | 9  | 9  | 31,4 | 62,5 | 22,2 | 76,3 | 9,3  | 2,6 | 2,0 | 1,1 | 17,9 |
| 2017     | L.A. Sparks   | 8  | 8  | 31,5 | 48,2 | 10,0 | 74,4 | 8,8  | 1,5 | 2,1 | 0,1 | 14,0 |
| 2018     | L.A. Sparks   | 2  | 2  | 33,8 | 40,0 | 0,0  | 73,3 | 4,0  | 1,5 | 1,5 | 0,5 | 13,5 |
| 2019     | L.A. Sparks   | 4  | 4  | 29,1 | 59,2 | 40,0 | 85,7 | 7,3  | 1,8 | 1,2 | 0,5 | 18,0 |
| 2024     | Seattle Storm | 2  | 2  | 37,0 | 32,4 | 22,2 | 100  | 10,0 | 2,0 | 3,0 | 0,5 | 14,5 |
| Carriera | Carriera      | 37 | 37 | 30,8 | 53,1 | 21,2 | 77,1 | 7,9  | 1,7 | 1,6 | 0,5 | 14,4 |

## Palmarès
- Campionato WNBA: 1

Los Angeles Sparks: 2016
- WNBA Most Valuable Player: 1

2016
- WNBA Rookie of the Year (2012)
- All-WNBA First Team (2016)
- 6 volte All-WNBA Second Team (2014, 2017, 2019, 2022, 2023, 2024)
- 3 volte WNBA All-Defensive First Team (2015, 2016, 2019)
- 3 volte WNBA All-Defensive Second Team (2018, 2023, 2024)
- WNBA All-Rookie First Team (2012)
- Migliore nella percentuale di tiro WNBA (2016)